# Drapeau de la Jordanie

Drapeau de l'Émirat de Transjordanie de 1928 à 1939.

Le drapeau de la Jordanie est le drapeau d'État, le drapeau de guerre, le pavillon d'État et le pavillon de guerre du Royaume hachémite de Jordanie. Il est basé sur le drapeau de la révolte arabe contre les Ottomans pendant la Première Guerre mondiale. Il reprend donc les couleurs panarabes : le noir, le blanc et le vert en bandes horizontales avec un triangle rouge à la hampe (sur la gauche).

## Historique
Hussein ben Ali dessine une première version du drapeau lorsqu'il proclame l'indépendance du Hedjaz en 1916. Son fils Abdallah Ier de Jordanie modifie la disposition des couleurs et ajoute l'étoile à sept branches, inspirée du drapeau du royaume arabe de Syrie de 1920. Le nouveau drapeau est introduit en 1921 lorsqu'Abdallah devient émir de Transjordanie, puis confirmé par la constitution de 1928. Il est conservé lorsque le pays devient le Royaume hachémite de Transjordanie en 1946.

## Signification
- Le triangle rouge symbolise la « maison hachémite » de Mahomet.
- La bande noire symbolise les Abbassides de Bagdad (750-1258).
- La bande blanche symbolise les Omeyyades de Damas (661-750).
- La bande verte symbolise les Fatimides du Caire (969-1171).
- L'étoile à sept branches représente les sept versets de la première sourate du Coran[1]. Elle peut aussi symboliser l'unité des peuples arabes ou les sept collines sur laquelle Amman, capitale de la Jordanie, est construite. Avec la taille du triangle rouge, c'est la seule différence entre le drapeau de la Jordanie et celui de la Palestine.